# Stiromesostenus xanthostomus
Stiromesostenus xanthostomus är en stekelart som beskrevs av Cameron 1911. Stiromesostenus xanthostomus ingår i släktet Stiromesostenus och familjen brokparasitsteklar. Inga underarter finns listade i Catalogue of Life.